# Liste des drones des forces armées des États-Unis
Ceci est la liste des drones et véhicules sans pilote (UAV:unmanned aerial vehicle) utilisés dans les forces armées des États-Unis.

## Liste de véhicules sans pilote utilisés entre 1922 et 1962

### UAV de 1922 à 1948
- GL-1 Unmanned Coastal Artillery Target Glider - McCook Field Engineering Section
- GL-2 Manned Aerial Target Glider - McCook Field Engineering Section
- GL-3 Unmanned Aerial Target Glider (also known as "G-3") - McCook Field Engineering Section
- A-1 – Fleetwings
- A-2 – Radioplane
- A-3 – Curtiss
- A-4 – Douglas
- A-5 – Boeing
- A-6 – Douglas
- A-7 Airacobra – Bell
- A-8 Cadet – Culver
- PQ-8 Cadet – Culver
- PQ-9 – Culver
- PQ-10 – Culver
- PQ-11 – Fletcher
- PQ-12 – Fleetwings
- PQ-13 – ERCO
- PQ-14 Cadet – Culver
- PQ-15 – Culver
- CQ-1 – Fletcher
- CQ-2 – Stinson
- CQ-3 Expeditor – Beechcraft
- CQ-4 Flying Fortress – Boeing

#### Planeur radiocommandé, 1942–1948

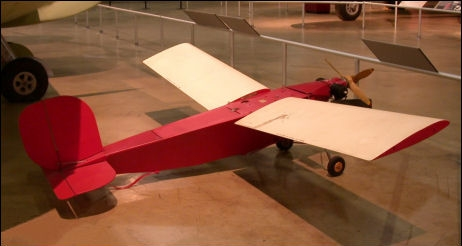
Radioplane OQ-2A

- OQ-2 – Radioplane
- OQ-3 – Radioplane/Frankfort
- OQ-4 – Brunswick-Balke-Collender
- OQ-5
- OQ-6 – Radioplane
- OQ-7 – Radioplane
- OQ-11 – Simmonds Aerocessories
- OQ-12 – Radioplane
- OQ-13 – Radioplane
- OQ-14 – Radioplane/Frankfort
- OQ-16
- OQ-17 – Radioplane
- OQ-18
- OQ-19 Quail – Radioplane

#### Bombe guidée, 1942–1945
- BQ-1 – Fleetwings
- BQ-2 – Kaiser-Fleetwings
- BQ-3 – Fairchild
- BQ-3 – Fairchild
- BQ-4 – Interstate
- BQ-5 – Interstate
- BQ-6 – Interstate
- BQ-7 Aphrodite – Boeing
- BQ-8 Liberator – Consolidated[1]

### UAV de 1948 à 1962
- Q-1 – Radioplane
- Q-2 Firebee – Ryan
- Q-3 – Radioplane
- Q-4 – Northrop
- Q-5 Kingfisher – Lockheed
- Q-6 – Wright Air Development Center
  - Q-7 – demande de redésignation de QB-17 non approuvée
- Q-8 Cadet Culver
  - Q-8 – demande de redésignation de QF-80 non approuvée
- Q-9 – WADC
- Q-10 – Radioplane
- Q-11 – WADC
- Q-12 – Beechcraft
- Q-14 Cadet – Culver

## Liste des drones postérieurs à 1962
| Nom                           | Désignation            | Manufacturier                              | Image | Notes                                        | Mise en service    |
| ----------------------------- | ---------------------- | ------------------------------------------ | ----- | -------------------------------------------- | ------------------ |
| Lockheed D-21                 | Q-12                   | Lockheed                                   |       | Premier vol en 1962. Dernier en vol en 1971. | 1969               |
| RQ-2 Pioneer                  | Q-2 / Pioneer          | AAI Corporation Israel Aircraft Industries |       |                                              | 1986               |
| IAI RQ-5 Hunter               | Q-5 / Hunter           | Israel Aircraft Industries                 |       |                                              | 1995               |
| Lockheed Martin RQ-3 DarkStar | Q-3 / Dark Star        | Lockheed Martin Boeing                     |       | Toujours en développement                    | 1996 (premier vol) |
| AAI Corporation Aerosonde     | Q-19 / Aerosonde       | AAI Corporation                            |       |                                              | 1997               |
| RQ-6 Outrider                 | Q-6 / Outrider         | Alliant Techsystems                        |       | Programme abandonné en 1999                  | 1997 (premier vol) |
| RQ-4 Global Hawk              | Q-4 / Global Hawk      | Northrop Grumman                           |       |                                              | 1999               |
| RQ-14 Dragon Eye              | Q-14 / Dragon Eye      | AeroVironment                              |       |                                              | 2002               |
| DRS RQ-15 Neptune             | Q-15 / Neptune         | DRS Technologies                           |       |                                              | 2002 (premier vol) |
| AAI Shadow 200                | Q-7 / Shadow           | AAI Corporation                            |       | Premier vol en 1991                          | 2002               |
| MQ-8 Fire Scout               | Q-8 / Fire Scout       | Northrop Grumman                           |       |                                              | 2002 (premier vol) |
| Boeing A160 Hummingbird       | Q-18 / Hummingbird     | Boeing                                     |       | Toujours en développement                    | 2002 (premier vol) |
| RQ-11 Raven                   | Q-11 / Raven           | AeroVironment                              |       |                                              | 2003               |
| Lockheed Martin Desert Hawk   |                        | Lockheed Martin                            |       |                                              | 2003 (premier vol) |
| Boeing ScanEagle              |                        | Boeing                                     |       |                                              | 2005               |
| RQ-1 Predator                 | Q-1 / Predator Warrior | General Atomics                            |       | variante avec le MQ-1C Warrior               | 2005               |
| MMIST CQ-10 Snowgoose         | Q-10 / SnowGoose       | MMIST                                      |       |                                              | 2005               |
| MTC MQ-17 SpyHawk             | Q-17 / SpyHawk         | MTC Technologies                           |       | Programme annulé en 2008                     | 2006               |
| General Atomics MQ-9 Reaper   | Q-9 / Reaper           | General Atomics                            |       | Originally "Predator B"                      | 2007               |
| Honeywell RQ-16A T-Hawk       | Q-16 / T-Hawk          | Honeywell                                  |       |                                              | 2007               |
| AeroVironment RQ-20 Puma      | Q-20/ Puma             | AeroVironment                              |       |                                              | 2008               |
| RQ-170 Sentinel               | Q-170 / Sentinel       | Lockheed Martin                            |       |                                              | 2007               |
| Northrop Grumman X-47B        |                        | Northrop Grumman                           |       | En cours de développement.                   | 2011 (premier vol) |
| Boeing Phantom Ray            |                        | Boeing                                     |       | En cours de développement.                   | 2011 (premier vol) |
| Boeing Phantom Eye            |                        | Boeing                                     |       | En cours de développement.                   | 2012 (premier vol) |
| Boeing Insitu RQ-21 Blackjack | Q-21 / Integrator      | Boeing Insitu                              |       |                                              | 2013               |
| Boeing X-45                   |                        | Boeing                                     |       | En cours de développement.                   |                    |
| Boeing X-46                   |                        | Boeing                                     |       | En cours de développement.                   |                    |
| Boeing X-50                   |                        | Boeing                                     |       | En cours de développement.                   |                    |
| Northrop Grumman RQ-180       |                        | Northrop Grumman                           |       | En cours de développement.                   |                    |